# Куштенко Іван Федорович
Іва́н Фе́дорович Куште́нко (14 жовтня 1929, село Чорногородка Бишівського, нині Макарівського району Київської області — 5 листопада 2017, Київ) — український прозаїк. Член НСПУ (1971).

## Життєпис
1959 — закінчив факультет журналістики Київського університету. З тих пір працював на журналістській і редакторській роботі.
Працював завідувачем відділу сільського господарства в районній газеті «Голос колгоспника» в селі Олишівці Чернігівської області.
Згодом працював у Вінниці, потім у Києві в обласній і республіканській пресі. 
1965—1975 — старший редактор відділу прози видавництва «Молодь».
1975—1989 — заступник головного редактора журналу «Тваринництво України».
Працював також асистентом кінорежисера.
1980 року закінчив біологічний факультет Київського університету.
Писав про героїку оборони Севастополя, будні моряків повоєнного часу, долю жінок і матерів під час Другої світової війни, повоєнне дитинство.
1976 — у співавторстві з С. Тельнюком опублікував повість «Легенда про Сари-Арка».
Пішов з життя 5 листопада 2017. Похований в рідній Чорногородці.

## Твори
- Заграва: Повісті, оповідання. 1964
- Пісня для матері: Повість. 1970
- Фарватер: Повість. 1973
- Сусіди: Повісті та оповідання. 1984
- Вогненний мис: Повісті та оповідання. 1985
- Сіно. 1987
- Батарея: Повість. 1991
- То чи й справді наша українська мати… баба?: (Роздуми звичайного українця про дещо з нашого незалежного сьогодення). 2010